# Protula diomedeae
Protula diomedeae är en ringmaskart som beskrevs av Benedict 1887. Protula diomedeae ingår i släktet Protula och familjen Serpulidae. Inga underarter finns listade i Catalogue of Life.